# Ciudad Guayana
Ciudad Guayana là một thành phố Venezuela. Thành phố này là thủ phủ bang Bolívar. Thành phố có diện tích km2, dân số thời điểm năm 2010  ước tính khoảng 946.606 người. Đây là thành phố lớn thứ 6 Venezuela.